# Arthur Lee Dixon
Arthur Lee Dixon FRS (Pickering, North Riding of Yorkshire, 27 de novembro de 1867 — 20 de fevereiro de 1955) foi um matemático britânico, detentor da Waynflete Professorship of Pure Mathematics na Universidade de Oxford.

## Vida pregressa e formação
Dixon nasceu em 27 de novembro de 1867 in Pickering, North Riding of Yorkshire, filho de G.T. Dixon, irmão mais novo de Alfred Cardew Dixon. De 1879 a 1885 estudou na Kingswood School, antes de matricular-se no Worcester College, Oxford como acadêmico para estudar matemática.

## Carreira acadêmica
Dixon tornou-se fellow do Merton College em 1891, e Waynflete Professor of Pure Mathematics em 1922.
Sua pesquisa foi focada sobre álgebra e suas aplicações à geometria, funções elípticas e funções hiperelípticas. A partir de 1908 publicou uma série de artigos sobre teoria da eliminação.
Foi eleito membro da Royal Society em 1912 e foi presidente da London Mathematical Society de 1924 a 1926.
Dixon morreu em 20 de fevereiro de 1955.